# Förseningsintyg
Förseningsintyg är ett intyg som resebolaget skickar ut när en resa har blivit ett visst antal timmar försenad. Förseningsintyget ska skickas in till resenärens försäkringsbolag för att resenären ska få ersättning på grund av förseningen. Om resenären betalat resan med exempelvis VISA eller Mastercard kan det även sändas dit.